# 王車易位
王车易位（Castling）是國際象棋中一種特别著法，可同時移動己方的王和其中一隻車。走法是把王向一車的方向平移兩步，再把该車越過王，停在王旁一格。此著法於國際象棋記譜法中以O-O或O-O-O表示：O-O表示車向王方向移兩步，即“王翼易位”（俗稱「短易位」），O-O-O表示表示車向王方向移三步，即“后翼易位”（俗稱「長易位」）。
|        |        |
| 短易位 | 長易位 |

## 規則
王车易位须满足以下条件：
1. 王与要進行易位的車都未经移動。
2. 王與要進行易位的車之間沒有其他棋子阻隔。

王車易位的簡易圖例：上下方均顯示長、短易位

3. 王所在、经过和到达的格子皆未受到攻击（即易位時与易位后不能被照将，也不能使易位後的城堡受到攻擊）。
4. 王與要進行易位的車必須位處同一橫行（即不能与王前兵升变所成之车易位）。[1]

一常見誤解是王車易位的規則比以上還要嚴格，事實上：
1. 即使王之前曾被將軍，但只要易位時未被將軍，仍可進行易位。
2. 车被攻击不妨碍易位。
3. 車可以穿越被攻擊的格子（只適用於長易位）。

## 其他用法
2011年9月24日，时任俄罗斯总理、統一俄羅斯党主席弗拉基米尔·普京在统一俄罗斯党代会上公开表示，将参加2012年的总统大选，如果当选，将提名时任俄罗斯总统德米特里·梅德韦杰夫为总理。在之前的2008年，已经连任两届的普京为了规避宪法的连任限制，推举时任政府副总理梅德韦杰夫为总统候选人，而后者在成功当选后提名普京为政府总理。普京表示，二人在2008年已经就此事达成共识。二人的这一职位交换被媒体称为“王车易位”。而在之后的2012年，普京成功当选总统，梅德韦杰夫则出任总理、统一俄罗斯党主席，很多原普京内阁成员转战克里姆林宫总统办公室，而梅德韦杰夫的班底成员很多改在内阁任职，完成了这一次的“易位”。